# Klaus-Dieter Helbig
Klaus-Dieter Helbig (* 19. September 1952 in Friedland bei Beeskow) war Fußballspieler in Eisenhüttenstadt und Ost-Berlin. Für den 1. FC Union Berlin spielte er in der DDR-Oberliga, der höchsten ostdeutschen Spielklasse. Nach seiner Fußballerlaufbahn wurde er Fußballtrainer.

## Sportliche Laufbahn
Helbig spielte von seinem neunten Lebensjahr an zunächst für neun Jahre bei der Betriebssportgemeinschaft (BSG) Stahl Eisenhüttenstadt Fußball. Nach seiner Schulzeit absolvierte er eine Schlosserlehre. Mit 18 Jahren wurde er im November 1970 für 18 Monate zum Armeedienst eingezogen. Während dieser Zeit spielte er bei den Armeesportgemeinschaften Vorwärts Meiningen und Vorwärts Bestensee Fußball. Nach seiner Entlassung aus der Armee kehrte er im Mai 1972 wieder zu Stahl Eisenhüttenstadt zurück und spielte mit den Stahlwerkern in der zweitklassigen DDR-Liga. Nach Abschluss der Punktspiele der Saison 1975/76, in der Eisenhüttenstadt mit Platz zwei knapp die Aufstiegsrunde zur Oberliga verpasst hatte, veranlasste Staffelsieger und Aufstiegsrundenteilnehmer 1. FC Union Berlin den Wechsel von Helbig zur eigenen Mannschaft.
Von den acht Aufstiegsspielen im Mai und Juni 1976 bestritt der 1,76 m große Helbig fünf Begegnungen, mit denen er Union zu Platz zwei in der Aufstiegsrunde und damit zum Oberligaaufstieg verhalf. In der Oberliga kam Helbig lange Zeit nicht über den Status eines Ersatzspielers hinaus. Stand er mal in der Anfangself, wurde er als Stürmer eingesetzt, vorwiegend auf Linksaußen. Erst ab November 1979 gelang es ihm, sich einen Stammplatz im Oberligateam zu erobern. Zunächst wieder Linksaußen spielend, wurde er in der Rückrunde der Saison 1979/80 als Mittelfeldspieler eingesetzt. Damit war Helbigs Oberligakarriere beendet, denn am Saisonende musste Union wieder in die DDR-Liga absteigen. Dort konnte Helbig während der Spielzeit 1980/81 seinen Stammplatz verteidigen und bestritt 20 der 22 Punktspiele sowie alle acht Spiele in der Aufstiegsrunde, in der Union jedoch scheiterte. 1981/82 fiel er wieder aus der Union-Stammelf heraus und kam zunächst nur in elf Punktspielen zum Einsatz. Erst im zweiten Aufstiegsanlauf absolvierte er alle acht Relegationsspiele, mit denen der 1. FC Union den Wiederaufstieg schaffte. Für die Oberligasaison 1982/83 wurde Helbig zwar wieder als Mittelfeldspieler nominiert, kam aber nicht mehr zum Einsatz. Ende 1982 schied Helbig beim 1. FC Union Berlin aus. Vom Mai 1976 bis Juni 1982 hatte er für die Berliner 139 Pflichtspiele bestritten, davon 75 in der Oberliga, in der er sechs Tore erzielte.
Im Januar 1983 schloss sich Helbig wieder dem DDR-Ligisten Stahl Eisenhüttenstadt an. Dort spielte er weitere fünf Jahre als Mittelfeldspieler. In der Saison 1983/84 wurde er mit elf Treffern Torschützenkönig seiner Mannschaft, 1985 übernahm er das Amt des Mannschaftskapitäns. Im Sommer 1988 beendete Helbig 35-jährig seine Laufbahn als Fußballspieler.
Nach seiner Fußballspieler-Laufbahn betätigte sich Helbig als Trainer. Zunächst war er im Nachwuchsbereich des 1. FC Union Berlin beschäftigt. Im Januar 1989 übernahm er das Training des DDR-Ligisten Stahl Eisenhüttenstadt und führte ihn in die Oberliga. Anschließend wurde er unter Günther Reinke Co-Trainer. 1991 kehrte Helbig wieder in die Nachwuchsabteilung des 1. FC Union Berlin zurück. Zwischen November 2004 und Juni 2005 war Helbig Trainer beim Landesligisten FC 98 Hennigsdorf. Im Dezember 2005 griff der 1. FC Union Berlin erneut auf Helbig zurück und machte ihn zum Co-Trainer der ersten Mannschaft unter Georgi Wassilew. Dieses Engagement dauerte jedoch nur bis zum April 2006. Im Sommer 2006 wurde Helbig Trainer des Verbandsligisten Frankfurter FC Viktoria.